# Uwe Boll
Uwe Boll ([ˈuːvə ˈbɔl]) (Wermelskirchen, 1965. június 22. –) német származású kanadai filmrendező, forgatókönyvíró és producer.
Leginkább videójáték-adaptációiról ismert, pályafutása két nagy szakaszra osztható: korábban nagy költségvetéssel bíró filmeket készített, melyeket a nézőközönség és a filmkritikusok is kedvezőtlenül fogadtak (a 2005-ös Egyedül a sötétben szerepel minden idők legrosszabb filmjei között). Később kisebb költségvetésű, gyakran független filmeket készített, kevésbé ismert színészekkel. Utóbbi filmjei a kritikusok részéről némileg pozitívabb kritikákat kaptak.

## Szakmai megítélése
Boll már fiatalon próbálkozott amatőrfilmek készítésével. Filmes tanulmányokat Bécsben és Münchenben folytatott, utána Kölnben és Siegenben üzleti adminisztrációra és irodalomtudományra járt. Siegenben doktorált bölcsészettudományból és irodalomból.
A Holtak háza és az Egyedül a sötétben felkerült az Internet Movie Database „száz legrosszabb film” listájára. Kritikájában Rob Vaux kijelenti, hogy az Egyedül a sötétben annyira rossz, hogy más rossz filmek rendezői azzal összehasonlítva műveiket jobban érezhetik magukat. „Rendben van, mondják majd maguknak, nem én készítettem el az »Egyedül a sötétben«t.” Egy másik kritikus szerint a film „annyira rosszul lett felépítve, annyira rossz színészi alakításokkal és annyira rosszul összefűzve, hogy még a DVD-filmek színvonalát sem éri el”. Egy filmkritikus Bollt a „filmrendezők Jonas Brothersének” nevezte. Bollnak már ezt megelőzően is voltak filmjei horror, dráma és vígjáték kategóriában. Valamennyi a lehető legrosszabb értékelést kapta a kritikusoktól, a nézőktól és a filmportáloktól (az IMDB-n például alig akadt a korai filmjei között olyan, ami 2 pont fölött értékelt).
Boll felkereste a jogtulajdonosokat, hogy megrendezhesse a későbbi Warcraft: A kezdetek című filmet, de a Blizzard Entertainment visszautasította: „Nem adjuk el a filmes jogokat, neked nem... különösen neked nem.” Boll így kommentálta az esetet: „Mivel ekkora sikere van az online játéknak, egy rossz film tönkretehetné a bevételeket, amelyet a cég keres vele.”
Blair Erickson, aki az Egyedül a sötétben című film készítése előtt írt egy tervezetet a cselekményről, beszámolt tapasztalatairól a Boll-lal való munkával kapcsolatban. Állítása szerint Boll korábbi filmekből lopott ötleteket és olyan elemeket adott hozzá a sztorihoz, melyek nem illettek az alapanyagként szolgáló videójáték hangvételéhez. Boll úgy döntött, nem használja fel Erickson forgatókönyvét, olyan indokokkal, mint például „nincs benne elég autós üldözés”.
Korai videofilmes adaptációinak kudarcáért Boll az értékesítési cégét, a Romart okolta, és pert indított ellene. A Holtak háza előtt készült filmjeit, például a Sötét múltat (melyet a The New York Times méltatott) a kritikusok többnyire pozitívan fogadták.
2009. február 21-én Boll a 29. Arany Málna-gálán megkapta a Legrosszabb életmű díjat, A király nevében, a Tunnel Rats és a Postal filmjeiért. Korábban összesen három alkalommal jelölték Arany Málnára a rendezőt. Voltak akik Ed Wood utódjaként emlegették Bollt, aki valóságos kultuszkategóriában szerepel, mint a világ legrosszabb filmese.
2010 szeptemberében Boll Darfur című filmje a legjobb nemzetközi film kategória díját vihette haza a New York International Independent Film and Video Festival-on.

### Válasz a kritikákra
Bollt nem tántorították el a kritikák a filmezéstől. Az Egyedül a sötétben DVD-kommentárjában az alábbiakat mondja el azzal a kritikával kapcsolatban, mely szerint adaptációiban jelentősen megváltoztatja az alapanyag cselekményét és a stílusát: „A rajongók teljesen kiakadnak, és én megértem, hogy egy videójáték rajongójának a fejében létezik egy saját elképzelés arra vonatkozóan, mi a jó film és mi a rossz film”. A Holtak háza című filmjéről így nyilatkozott: „azt gondolom, tökéletes Holtak háza-filmet készítettem, mert igazán megmutatja, milyen is maga a számítógépes játék. Szórakoztató, eltúlzott akcióval.” Internetes becsmérlőit Boll nem kíméli, két Ain't It Cool News kritikusról, akik negatív kritikákat fogalmaztak meg munkáiról, azt mondta: „Harry (Knowles) és Quint (Eric Vespe) retardáltak”."
A rendező magukat a videójáték-cégeket is kritizálta, mert szerinte nem támogatják a filmeket, miután eladták a készítési jogokat. Megemlítette a képregényfilmeket, melyeket keresztpromócióval támogatnak a jogtulajdonosok, miközben a videójátékokat gyártó cégek „eladják a licenszt és utána megfeledkeznek róla”. Boll szerint ez az oka annak, hogy a videójáték-feldolgozásokat nem fogadják kedvezően a kritikusok és a nézők.
Boll sokszor tanúsított az őt kritizálókkal szemben agressziót.

## Visszavonulása
Uwe Boll 2016-ban visszavonult a filmkészítéstől. A hírek szerint már nem volt képes arra, hogy alkotásai költségvetését finanszírozni tudja. Még teljes csődöt jelentő filmjeinek idejében sokakat foglalkoztatni kezdett, hogy Boll honnan és miként jut támogatáshoz a filmjeihez, amelyek nem térültek meg sohasem. Felmerült az is, hogy az adózási törvényeket játssza ki, illetve a kormány által osztott filmes támogatásokat használja ki. Visszavonulását még úgy indokolta, hogy az általa készített filmes adaptációknak nincs már piacuk. 2005-től már csak saját pénzét tudta befektetni a filmekbe, így a Darfur c. alkotását is ebből finanszírozta, tíz év után végül elfogyott a pénze.

## Uwe Boll napjainkban
Uwe Boll 2017-ig még producere volt néhány filmek, utána már ténylegesen is megszakadt a kapcsolata a filmvilággal.[forrás?] Ma étteremtulajdonosként dolgozik, Vancouverben üzemelteti Bauhaus nevű éttermét.

## Filmográfia

### Filmrendező
| Év   | Magyar cím                               | Eredeti cím                                 | Feladatkör | Feladatkör | Feladatkör | Megjegyzések                                          |
| Év   | Magyar cím                               | Eredeti cím                                 | Rendező    | Író        | Producer   | Megjegyzések                                          |
| ---- | ---------------------------------------- | ------------------------------------------- | ---------- | ---------- | ---------- | ----------------------------------------------------- |
| 1991 |                                          | German Fried Movie                          | Igen       | Igen       | Igen       |                                                       |
| 1993 |                                          | Barschel – Mord in Genf                     | Igen       | Igen       | Igen       |                                                       |
| 1994 |                                          | Amoklauf                                    | Igen       | Igen       | Igen       |                                                       |
| 1997 |                                          | Das erste Semester                          | Igen       | Igen       | Igen       |                                                       |
| 2000 |                                          | Fíaskó                                      | Nem        | Nem        | Igen       |                                                       |
| 2000 | Gyilkos ösztön                           | Sanctimony                                  | Igen       | Igen       | Igen       |                                                       |
| 2001 | Sötét múlt                               | Blackwoods                                  | Igen       | Igen       | Nem        |                                                       |
| 2002 |                                          | Angels Don't Sleep Here                     | Nem        | Nem        | Igen       |                                                       |
| 2002 | Kilenc áldozat                           | Heart of America                            | Igen       | Sztori     | Nem        |                                                       |
| 2003 | Holtak háza                              | House of the Dead                           | Igen       | Nem        | Igen       | The House of the Dead videójáték-sorozat feldolgozása |
| 2005 | Egyedül a sötétben                       | Alone in the Dark                           | Igen       | Nem        | Igen       | Alone in the Dark videójáték-sorozat feldolgozása     |
| 2005 | BloodRayne – Az igazság árnyékában       | BloodRayne                                  | Igen       | Nem        | Igen       | BloodRayne videójáték-sorozat feldolgozása            |
| 2007 | A király nevében                         | In the Name of the King                     | Igen       | Nem        | Igen       | Dungeon Siege videójáték-sorozat feldolgozása         |
| 2007 | A szellemek havában                      | They Wait                                   | Nem        | Nem        | Igen       |                                                       |
| 2007 |                                          | BloodRayne II: Deliverance                  | Igen       | Nem        | Nem        | BloodRayne videójáték-sorozat feldolgozása            |
| 2007 | Postal                                   | Postal                                      | Igen       | Igen       | Igen       | Postal videójáték-sorozat feldolgozása                |
| 2007 |                                          | Seed                                        | Igen       | Igen       | Igen       |                                                       |
| 2008 |                                          | Tunnel Rats                                 | Igen       | Igen       | Igen       |                                                       |
| 2008 |                                          | Alone in the Dark II                        | Nem        | Nem        | Igen       | Alone in the Dark videójáték-sorozat feldolgozása     |
| 2008 |                                          | Far Cry                                     | Igen       | Nem        | Igen       | Far Cry videójáték-sorozat feldolgozása               |
| 2009 |                                          | Stoic                                       | Igen       | Igen       | Igen       |                                                       |
| 2009 |                                          | Rampage                                     | Igen       | Igen       | Igen       |                                                       |
| 2009 |                                          | Darfur                                      | Igen       | Igen       | Igen       |                                                       |
| 2010 |                                          | The Final Storm                             | Igen       | Nem        | Igen       |                                                       |
| 2010 |                                          | Max Schmeling                               | Igen       | Igen       | Nem        |                                                       |
| 2011 |                                          | Auschwitz                                   | Igen       | Igen       | Igen       |                                                       |
| 2011 |                                          | Blubberella                                 | Igen       | Igen       | Igen       |                                                       |
| 2011 | BloodRayne – A Harmadik Birodalom        | BloodRayne: The Third Reich                 | Igen       | Nem        | Igen       | BloodRayne videójáték-sorozat feldolgozása            |
| 2011 | A király nevében 2. – Két világ          | In the Name of the King 2: Two Worlds       | Igen       | Nem        | Igen       | Dungeon Siege videójáték-sorozat feldolgozása         |
| 2013 | Zombi mészárlás                          | Zombie Massacre                             | Nem        | Nem        | Igen       |                                                       |
| 2013 |                                          | Assault on Wall Street                      | Igen       | Igen       | Igen       |                                                       |
| 2013 |                                          | Suddenly                                    | Igen       | Nem        | Nem        |                                                       |
| 2013 |                                          | The Profane Exhibit                         | Igen       | Nem        | Igen       | Basement című szegmens                                |
| 2014 |                                          | Blood Valley: Seed's Revenge                | Nem        | Nem        | Igen       |                                                       |
| 2014 | A király nevében 3.                      | In the Name of the King 3: The Last Mission | Igen       | Nem        | Nem        | Dungeon Siege videójáték-sorozat feldolgozása         |
| 2014 |                                          | Rampage: Capital Punishment                 | Igen       | Igen       | Igen       |                                                       |
| 2014 |                                          | Morning Star Warrior                        | Nem        | Nem        | Igen       |                                                       |
| 2015 |                                          | Anger of the Dead                           | Nem        | Nem        | Igen       |                                                       |
| 2015 | Zombie mészárlás 2. – A Holtak Birodalma | Zombie Massacre 2: Reich of the Dead        | Nem        | Nem        | Igen       |                                                       |
| 2016 |                                          | Rampage: President Down                     | Igen       | Igen       | Igen       |                                                       |
| 2017 |                                          | House of Evil                               | Nem        | Nem        | Igen       |                                                       |
| 2021 |                                          | The Decline                                 | Nem        | Nem        | Igen       | dokumentumfilm                                        |
| 2021 |                                          | Hanau (Deutschland im Winter - Part 1)      | Igen       | Igen       | Igen       |                                                       |
| 2024 |                                          | First Shift                                 | Igen       | Igen       | Igen       |                                                       |
| 2024 |                                          | Bandidos                                    | Igen       | Igen       | Igen       | dokumentumfilm                                        |
| 2025 |                                          | Run                                         | Igen       | Igen       | Igen       |                                                       |

## Fontosabb díjak és jelölések

### Arany Málna díj
| Év   | Kategória                                                  | Jelölt                                                  | Eredmény |
| ---- | ---------------------------------------------------------- | ------------------------------------------------------- | -------- |
| 2006 | legrosszabb rendező                                        | Egyedül a sötétben                                      | Jelölve  |
| 2007 | legrosszabb rendező                                        | BloodRayne – Az igazság árnyékában                      | Jelölve  |
| 2009 | legrosszabb rendező                                        | Tunnel Rats, A király nevében és Postal                 | Elnyerte |
| 2009 | legrosszabb férfi mellékszereplő                           | Postal (önmagaként)                                     | Jelölve  |
| 2009 | legrosszabb filmes páros                                   | Uwe Boll és „bármely színész, kamera vagy forgatókönyv” | Jelölve  |
| 2009 | legrosszabb életmű díja („Németország válasza Ed Wood-ra”) | –                                                       | Elnyerte |

## Fordítás
Ez a szócikk részben vagy egészben  az   Uwe Boll című angol Wikipédia-szócikk ezen változatának fordításán alapul.  Az eredeti cikk szerkesztőit annak laptörténete sorolja fel. Ez a jelzés csupán a megfogalmazás eredetét és a szerzői jogokat jelzi, nem szolgál a cikkben szereplő információk forrásmegjelöléseként.